# ايلين بيسلي
إيلين بيسلي (بالإنجليزية: Eileen Beasley)‏ (4 أبريل 1921-12 أغسطس 2012) هي معلمة ويلزية قامت مع زوجها تريفور بحملة عصيان مدني في الخمسينيات من القرن الماضي ضد مجلس مقاطعة يانلي الريفية في طلب للحصول على فواتير أسعار المجلس باللغة الويلزية. قاد موقفها النشطاء في اللغة الويلزية إلى وصفها بأنها «أم العمل المباشر» وساعد احتجاجها على إنشاء جمعية اللغة الويلزية.

## النشأة
وُلدت كاثرين إيلين جيمس عام 1921، كانت الأصغر سنًا. التحقت بجامعة كوليدج كارديف وأصبحت معلمة. قابلت تريفور بيسلي في تجمعات بلايد سيمرو وتزوجا في 31 يوليو 1951. وانتقل الزوجان إلى لانجينيش بالقرب من لانيلي في عام 1952.

## حملة اللغة الويلزية
أصبحت إيلين وزوجها تريفور من رواد الحملة في حق استخدام الويلزية في الخمسينيات من القرن الماضي، حيث لم يكن للغة الويلزية في ذلك الوقت أي وضع رسمي في ويلز: لم يتم إصدار نماذج من الهيئات العامة باللغة الويلزية وكان هناك عدد قليل من إشارات الطرق ثنائية اللغة. رفض بيسلي دفع فواتير الضرائب الخاصة بهم حتى تم كتابتها باللغة الويلزية، حيث كانت مكتوبة باللغة الإنجليزية فقط. أدى هذا الرفض إلى مثول الزوجين أمام المحكمة 16 مرة على مدار ثماني سنوات، إلى جانب أخذ العديد من المتعلقات الشخصية من قبل المحضرين. قضى تريفور أسبوعًا في السجن. بعد عدة مظاهر أمام المحكمة، ربح الزوجان معركتهما في عام 1960، وفي ذلك الوقت وافق مجلس مقاطعة لانيلي على طباعة فواتير الضرائب باللغتين الويلزية والإنجليزية. تُعرف إيلين بيزلي باسم «أم العمل المباشر» في ويلز و «روزا باركس أوف ويلز». في أبريل 2015، كشفت تراث مجتمع يانلي عن لوحة تذكارية زرقاء في منزل عائلة بيسلي في لانجينيتش.

## الوفاة
توفيت إيلين بيزلي في 12 أغسطس 2012 بسرطان البنكرياس. قال نشطاء اللغة إن شجاعة إيلين وتريفور ألهمت جيلًا لخوض المعركة وأدت إلى تحقيق أهداف مهمة في حماية اللغة الويلزية.